# Luciano Herrera
Luciano Ramón Herrera (Libertador General San Martín, Provincia de Jujuy; 31 de mayo de 1996), es un futbolista argentino. Juega de delantero y su equipo actual es el Club Atlético Newell's Old Boys de la Primera División de Argentina. 

## Trayectoria
Herrera se inició en Club de Gimnasia y Tiro, donde debutó en 2017 en el Torneo Federal A. Tras dos temporadas en las que marcó 9 goles en 50 partidos pasó a Central Norte,  y unos meses después, en febrero de 2021, llegaba a Deportivo Maipú de la Primera B Nacional. En julio regresó a Gimnasia y Tiro en calidad de préstamo hasta diciembre.
En 2022 regresó a Deportivo Maipù, donde jugó con una considerable tiempo de juego. Anotó su primer gol en segunda división el 12 de junio, ante Club Atlético San Telmo. En 2023, se ganó un lugar como titular en el club, anotando 8 goles y brindando 9 asistencias en 39 partidos.
El 4 de enero de 2024 firmó un contrato por tres años con Defensa y Justicia, jugando por primera vez la máxima jerarquía.
A inicios de 2025 llegaría como cedido a Club Atlético Newell's Old Boys con opción de compra.